# سیارک ۲۰۳۶۷
سیارک ۲۰۳۶۷ (به انگلیسی: 20367 Erikagibb، نامگذاری:1998KT8) بیست هزار و سیصد و شصت و هفتمین سیارک کشف شده‌است که در ۲۳ مه ۱۹۹۸ کشف شد.
قدر مطلق سیارک برابر ۱۷.۰ است.